# Pteris semipinnata
Pteris semipinnata är en kantbräkenväxtart som beskrevs av Carolus Linnaeus. Pteris semipinnata ingår i släktet Pteris och familjen Pteridaceae. Inga underarter finns listade.

## Bildgalleri

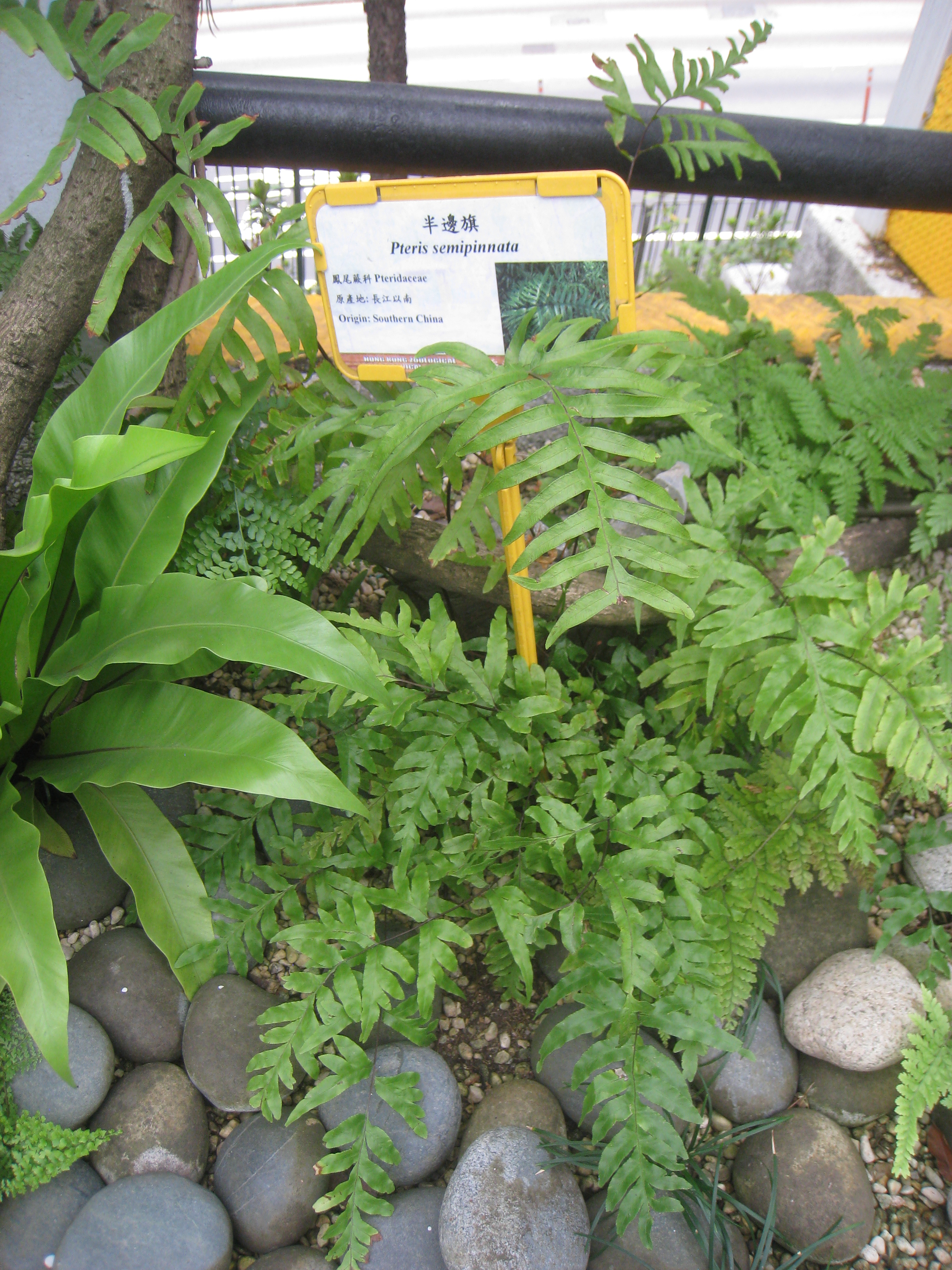